# Ville de Kogarah
La ville de Kogarah (en anglais : City of Kogarah) est une ancienne zone d'administration locale del'agglomération de Sydney, située dans l'État de Nouvelle-Galles du Sud, en Australie. Elle a existé de 1885 à 2016, date à laquelle elle est intégrée au conseil de Georges River.

## Géographie
La ville s'étendait sur 19,51 km2 dans la banlieue sud-ouest de Sydney, à environ 14 km du centre-ville. Le fleuve Georges la bordait au sud.

### Quartiers
- Allawah
- Beverley Park
- Blakehurst
- Carlton
- Carss Park
- Connells Point
- Hurstville
- Hurstville Grove
- Kogarah
- Kogarah Bay
- Kyle Bay
- Mortdale
- Oatley
- Penshurst
- Sans Souci
- South Hurstville

et les localités de:
- Bald Face
- Carss Point
- Connells Bay
- Harness Cask Point
- Neverfail Bay
- Oatley Bay
- Shipwright Bay
- Tom Uglys Point

## Histoire

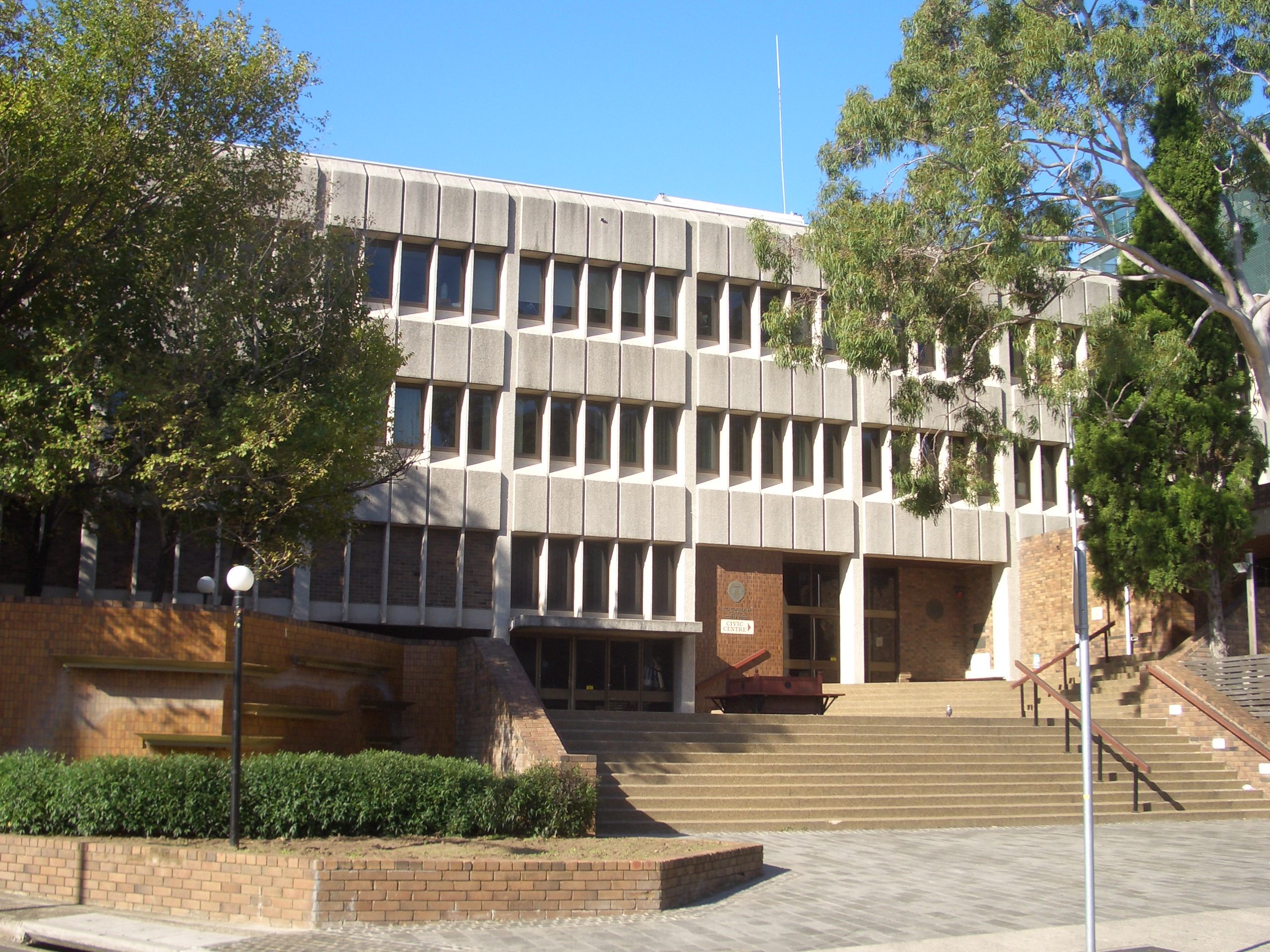
L'ancien siège du conseil.

La municipalité de Kogarah est créée le 22 décembre 1885. En 2008, elle est la première zone d'administration locale de Nouvelle-Galles du Sud à accéder au statut de ville par le vote de ses habitants.
Le 12 mai 2016, la ville de Kogarah est fusionnée avec celle d'Hurstville pour former le conseil de Georges River.

## Crédit d'auteurs
- (en) Cet article est partiellement ou en totalité issu de l’article de Wikipédia en anglais intitulé « City of Kogarah » (voir la liste des auteurs).